# 神鬼莫測
《神鬼莫測》是一部2000年美國犯罪動作驚悚片，由約翰·法蘭克海默執導，艾倫·克勞格編寫劇本，班·艾佛列克、蓋瑞·辛尼茲、莎莉·賽隆、丹尼斯·法瑞那、詹姆士·弗萊恩、多納爾·羅格和克拉倫斯·威廉斯三世主演。劇情講述在假扮他死去的獄友的身份與其女友交往後，一名前罪犯發現自己不情願地參與了一場賭場搶劫。
電影由米拉麥克斯影業定於2000年2月25日在美國上映，評價不佳且票房失利。這是法蘭克海默的最後一部長片作品。

## 演員
- 班·艾佛列克飾演魯迪·鄧肯／尼克·卡西迪（Rudy Duncan / Nick Cassidy）
- 蓋瑞·辛尼茲飾演蓋布瑞·「怪物」·默瑟（Gabriel 'Monster' Mercer）
- 莎莉·賽隆飾演艾許莉·默瑟／米莉·博貝克（Ashley Mercer / Millie Bobeck）
- 丹尼斯·法瑞那（英语：Dennis Farina）飾演傑克·邦斯（Jack Bangs）
- 詹姆士·弗萊恩飾演尼克·卡西迪（Nick Cassidy）
- 克拉倫斯·威廉斯三世（英语：Clarence Williams III）飾演「梅林」（'Merlin'）
- 多納爾·羅格飾演「帕格」（'Pug'）
- 丹尼·崔喬飾演「神經質」（'Jumpy'）
- 艾萨克·海耶斯飾演「動物園」（'Zook'）

## 外部連結
- 官方网站
- 互联网电影数据库（IMDb）上《神鬼莫測》的资料（英文）
- 豆瓣电影上《神鬼莫測》的資料 （简体中文）